# 山本藤枝
山本 藤枝（やまもと ふじえ、1910年〈明治43年〉12月7日 - 2003年〈平成15年〉7月7日）は、日本の児童文学作家、翻訳家、女性史研究家。
本名・フジヱ（旧姓・岡村）。筆名に露木 陽子（著書節、再話・翻訳節参照）。夫は児童文学作家、詩人の山本和夫。ロシア児童文学の翻訳・研究家の松谷さやかはその子にあたる。

## 略歴
和歌山県伊都郡笠田村（現・かつらぎ町）生まれ。高等女学校を経て東京女子高等師範学校（現・お茶の水女子大学）を卒業。卒業後は神奈川高等女学校（現・神奈川学園中学校・高等学校）の教諭を務め、のちに結婚退職した。
1977年『細川ガラシャ夫人』で産経児童出版文化賞受賞。
子ども向けの伝記、海外作品の再話・翻訳した著作を多く物するとともに、とりわけ日本史上の女性の生涯の執筆に意を注いだ。日本文芸家協会会員、児童文学者協会会員を務めた。
2003年、肺炎のため92歳で死去。

## 著書
- 『詩集 近代の眸』（露木陽子名義、詩集社） 1932.11
- （川端康成ほか 共著、少年文藝懇話會〈二反長半ほか〉 編）『少年の本』（露木陽子名義、童話春秋社） 1941.5　国立国会図書館書誌ID:000009094739
うち、「三郞と藁草履」を執筆。
- 『女学校ロマンス 制服の子ら』（露木陽子名義、新泉社） 1942.2
- 『雪割草』（露木陽子名義、淡海堂出版） 1942.6
- 『手風琴の物語』（白川書院、女学生文庫、女学生文庫6） 1948.12　国立国会図書館書誌ID:000000810005
- 『銀の首飾』（露木陽子名義、偕成社） 1950.5　国立国会図書館書誌ID:000000810004
- 『美しき野の花』（露木陽子名義、金の星社） 1950.10　国立国会図書館書誌ID:000000810006
- 『人類につくした人々』（露木陽子名義、少女世界社、『少女世界』12月号付録） 1952.12
- 『思い出のオルガン』（露木陽子名義、牧書店、学校図書館文庫37） 1953.4　国立国会図書館書誌ID:000000807120
- 『世界の国花物語』（実業之日本社、お話博物館・5年生） 1956.7　国立国会図書館書誌ID:000000811373
- 『おばさんからのてがみ』（麦書房、雨の日文庫 第6集15） 1959.6　国立国会図書館書誌ID:000000818627
- 『よくばりごんべえ』（ポプラ社、おはなし文庫1） 1961.11　国立国会図書館書誌ID:000000819812
- 『きつねのしっぽ』（ポプラ社、おはなし文庫9） 1961.11　国立国会図書館書誌ID:000000819820
- 『世界の国花物語』（実業之日本社、おはなし博物館 中級編21） 1965.12　国立国会図書館書誌ID:000000811410 ※1956年刊のリライト
- 『つぼみの歌』（集英社、コバルト・ブックス） 1966　国立国会図書館書誌ID:000001087173
- 『はくちょうのみずうみ――バレエものがたり』（偕成社、世界おはなし絵本26） 1968　国立国会図書館書誌ID:000001429421
- 『学芸の花ひらく』（千代田書房、子どものための文化財ものがたり8） 1972.7　国立国会図書館書誌ID:000000796992
- 『飛鳥はふぶき』（ポプラ社、創作ブックス3） 1973.3　国立国会図書館書誌ID:000000794152
- 『悲劇の女性たち――運命の日本女性史物語』（偕成社、少年少女ノンフィクション物語7） 1974.7　国立国会図書館書誌ID:000000793751
- 『3年生のあいつとわたし』（金の星社、創作子どもの本） 1977.1　国立国会図書館書誌ID:000001354690
  - （フォア文庫版）『3年生のあいつとわたし』1983.8　国立国会図書館書誌ID:000001629371
- 『ジュニア日本の女性史――その栄光と挫折のドラマ』（金の星社、かもめの本） 1977.11　国立国会図書館書誌ID:000001358013
- 『わたし妹四年生』（偕成社） 1978.6　国立国会図書館書誌ID:000001376147
- 『万葉の女性たち』（立風書房） 1985.11　国立国会図書館書誌ID:000001784807
- 『山本藤枝の太平記』（集英社、わたしの古典14） 1986.6　国立国会図書館書誌ID:000001806839
  - （集英社文庫版）『山本藤枝の太平記』1996.11　国立国会図書館書誌ID:000002542344
- 『防人の歌は愛の歌』（立風書房） 1988.7　国立国会図書館書誌ID:000001940281
- 『万葉の愛と死』（立風書房） 1989.12　国立国会図書館書誌ID:000002061377

### 伝記もの
- 『石川啄木――情熱の詩人』（露木陽子名義、偕成社） 1950.7　国立国会図書館書誌ID:000000804519
- 『ナイチンゲール――クリミヤの天使』（露木陽子名義、偕成社、偉人物語文庫21） 1950.9　国立国会図書館書誌ID:000000814104
- 『ファーブル――大昆虫学者』（露木陽子名義、偕成社、偉人物語文庫45） 1951.12　国立国会図書館書誌ID:000000814126
- 『ストウ夫人――黒人の母』（露木陽子名義、偕成社、偉人物語文庫73） 1952.6　国立国会図書館書誌ID:000000814151
- 『デユナン――赤十字の父』（露木陽子名義、偕成社、偉人物語文庫66） 1953.1　国立国会図書館書誌ID:000000814143
- （打木村治、小出正吾、三越左千夫 共著）『偉人の少年時代 第4集――クララ・バートン、宮沢賢治、シュワイツェル、佐久間象山』（金の星社） 1956.12　国立国会図書館書誌ID:000000814189
うち、「クララ・バートン」を執筆。
- （古谷綱武、山本和夫、富永次郎 共著）『偉人の少年時代 第8集――金原明善、トルストイ、津田梅子、フランソワ・ミレー』（金の星社） 1957.6　国立国会図書館書誌ID:000000814193
うち、「津田梅子」を執筆。
- 『ひらかなヘレン・ケラー』（金の星社） 1957.6　国立国会図書館書誌ID:000000804784
- 『ものがたりキュリー夫人』（偕成社、児童伝記全集9） 1958.2　国立国会図書館書誌ID:000000815860
- 『エジソン』（偕成社、なかよし絵文庫20） 1958.4　国立国会図書館書誌ID:000000819765
- 『すぐれた女性たち』（宝文館、少年少女世界伝記全集3） 1958.5　国立国会図書館書誌ID:000000815724
- 『アンデルセン』（ポプラ社、子どもの伝記物語22） 1959.9　国立国会図書館書誌ID:000000814249
- 『牧野富太郎』（偕成社、児童伝記全集44） 1959.10　国立国会図書館書誌ID:000000815890
- 『キリスト』（ポプラ社、子どもの伝記物語32） 1960.3　国立国会図書館書誌ID:000000814259
  - （再出版）『キリスト』（ポプラ社、子どもの伝記全集13） 1968.12　国立国会図書館書誌ID:000000814289
    - （ポプラ社文庫版）『キリスト』（伝記文庫 D-15）1994.1　国立国会図書館書誌ID:000002298095
- （崎川範行、那須辰造、中村浩、塚原亮一、来栖良夫、富永次郎 共著）『少年少女世界伝記全集 6（フランス編）――キュリー夫人、ナポレオン、パスツール、ファーブル、レセップス、ジャンヌ・ダルク、ミレー』（講談社） 1960.11　国立国会図書館書誌ID:000000815734
うち、「ジャンヌ・ダルク」を執筆。
- 『ベートーベン』（ポプラ社、おはなし文庫57） 1963.2　国立国会図書館書誌ID:000000819868
- （那須辰造、富永次郎、猪野省三、山主敏子、岡上鈴江、山本和夫、羽仁説子 共著、日本子どもを守る会 編）『私はこんな人になりたい 第1巻（愛に生きる物語）――野口英世、ゴッホ、キュリー夫人、渡辺崋山、シューマン、モーツアルト、高村光太郎、シーボルト』（集英社、世界100人の物語全集） 1963.5　国立国会図書館書誌ID:000000815396
うち、「スクロドフスキー家の姉妹――父と苦学の姉をたすけた わかい日のキュリー夫人」を執筆。
- 『いっきゅうさん』（偕成社、幼年伝記ものがたり6） 1964.2　国立国会図書館書誌ID:000000815821
- （佐藤義美 共著）『幼年世界伝記全集 11――宮沢賢治、良寛、津田梅子、雪舟』（講談社） 1965.8　国立国会図書館書誌ID:000000815850
うち、「良寛」「津田梅子」を執筆。
- 『ものがたりノーベル』（偕成社、児童伝記全集33） 1967.6　国立国会図書館書誌ID:000003059961
  - （再出版）『ノーベル』（偕成社、児童伝記シリーズ25） 1970.11　国立国会図書館書誌ID:000000797083
- 『ものがたりキュリー夫人』（偕成社、児童伝記全集9） 1968.12　国立国会図書館書誌ID:000003059948
  - （再出版）『キュリー夫人』（偕成社、児童伝記シリーズ4） 1969.12　国立国会図書館書誌ID:000000797067
- 『与謝野晶子』（潮出版社、ポケット偉人伝 3〔5〕） 1971.3
- 『万葉のうたひめ――額田女王』（さ・え・ら書房、日本史の目15） 1973　国立国会図書館書誌ID:000000793876
- 『シューベルト』（ポプラ社、カラー版・子どもの伝記全集11） 1973.5　国立国会図書館書誌ID:000000797005
- 『細川ガラシヤ夫人』（さ・え・ら書房、日本史の目） 1976.6　国立国会図書館書誌ID:000001318248
- 『額田王――激動に生きた万葉女流歌人』（講談社） 1979.7　国立国会図書館書誌ID:000001418066
- 『清少納言』（さ・え・ら書房、少年少女伝記読みもの） 1982.9　国立国会図書館書誌ID:000001583808
- 『アンビシャス・ガール――相馬黒光』（集英社） 1983.11　国立国会図書館書誌ID:000001651110
- 『黄金の釘を打ったひと――歌人・与謝野晶子の生涯』（講談社） 1985.9　国立国会図書館書誌ID:000001764650
- 『紫式部――「源氏物語」の大女流作家』（講談社火の鳥伝記文庫） 1987.3　国立国会図書館書誌ID:000001847869
- 『悲劇の皇子――有間皇子物語』（偕成社） 1989.5　国立国会図書館書誌ID:000001981714
- 『虹を架けた女たち――平塚らいてうと市川房枝』（集英社） 1991.8　国立国会図書館書誌ID:000002127774

### 共著
- 『日本の女性史』全4巻（和歌森太郎 共著、集英社）
  - 第1巻『上代――女帝と才女たち』1965.11　国立国会図書館書誌ID:000000836633
    - （集英社文庫版）第1巻『花かおる王朝のロマン』1982.3　国立国会図書館書誌ID:000001551382

  - 第2巻『中世――乱世に生きる』1965.12　国立国会図書館書誌ID:000000836634
    - （集英社文庫版）第2巻『戦乱の嵐に生きる』1982.5　国立国会図書館書誌ID:000001559776

  - 第3巻『近世――忍従と美徳と』1966.1　国立国会図書館書誌ID:000000836635
    - （集英社文庫版）第3巻『封建女性の愛と哀しみ』1982.7　国立国会図書館書誌ID:000001570014

  - 第4巻『近代――新しさを求めて』1966.2　国立国会図書館書誌ID:000000836636
    - （集英社文庫版）第4巻『自我にめざめた女性たち』1982.9　国立国会図書館書誌ID:000001579417

- 『日本の女性史』全6巻（和歌森太郎 共著、集英社） ※1965・66年版と異なる。
  - 第1巻『古代――古代女性のたくましさ』1974.9　国立国会図書館書誌ID:000001181070
  - 第2巻『上代――平安才女の哀楽』1974.9　国立国会図書館書誌ID:000001181069
  - 第3巻『中世――武家を動かす女性』1974.11　国立国会図書館書誌ID:000001181066
  - 第4巻『近世――封建女性の生きがい』1974.12　国立国会図書館書誌ID:000001181067
  - 第5巻『幕末・維新――維新開花と女性』1975.1　国立国会図書館書誌ID:000001181065
  - 第6巻『近代――新しい女性像』1975.2　国立国会図書館書誌ID:000001181068

- 『百夜一話・日本の歴史』全12巻（和歌森太郎 共著[注 5]、集英社）のうち、
  - 第1巻『歴史の始源と神話』1969.8　国立国会図書館書誌ID:000001229495
  - 第2巻『大和古寺と万葉びと』1969.8　国立国会図書館書誌ID:000001229496
  - 第3巻『藤原氏の栄華』1969.9　国立国会図書館書誌ID:000001229497
  - 第4巻『武士勢力の台頭』1969.10　国立国会図書館書誌ID:000001229498
  - 第5巻『北朝の武家・南朝の公家』1969.11　国立国会図書館書誌ID:000001229499
  - 第6巻『争う将軍と大名』1969.12　国立国会図書館書誌ID:000001230552
  - 第7巻『信長・秀吉の覇権』1970.1　国立国会図書館書誌ID:000001229500
  - 第8巻『徳川の天下』1970.2　国立国会図書館書誌ID:000001229501
  - 第9巻『ゆらぎゆく武家政治』1970.5　国立国会図書館書誌ID:000001229502

※第10巻 - 第12巻は、水江漣子が執筆。
- 『人物日本の女性史』[注 6]全12巻（円地文子 監修、集英社）のうち、
  - 第2巻『栄光の女帝と后』1977.4　国立国会図書館書誌ID:000001336903
うち、「称徳（孝謙）女帝」（195頁 - 238頁）を執筆。
  - 第3巻『源平争乱期の女性』1977.5　国立国会図書館書誌ID:000001336904
うち、「建礼門院徳子」（33頁 - 72頁）を執筆。
  - 第6巻『日記につづる哀歓』1977.8　国立国会図書館書誌ID:033896879
うち、「川合小梅」（169頁 - 206頁）を執筆。
  - 第11巻『自由と権利を求めて』1978.1　国立国会図書館書誌ID:000001361878
うち、「管野スガ」（73頁 - 112頁）を執筆。

- 『図説人物日本の女性史』全12巻（井上靖・児玉幸多 監修、小学館）のうち、
  - 第2巻『王朝の恋とみやび』（山本健吉・田中阿里子・阿部光子・生方たつゑ・岩橋邦枝・中村真一郎ほか 共著）1979.11　国立国会図書館書誌ID:000001432589
うち、「紫式部」（93頁 - 108頁）を執筆。
  - 第4巻『中世の苦悩と情熱』（安西篤子・丹羽文雄・馬場あき子・近藤富枝・来水明子・武田八洲満・邦光史郎ほか 共著）1979.12　国立国会図書館書誌ID:000001436899
うち、関係事項「結婚の形態」（178頁 - 182頁）を執筆。
  - 第12巻『激動の昭和を生きる』（石垣綾子・尾崎秀樹・室生朝子・豊田穣・佐藤忠男・神谷次郎ほか 共著）1980.9　国立国会図書館書誌ID:000001468388
うち、「吉岡弥生」（13頁 - 28頁）を執筆。

- 『近代日本の女性史』全12巻（円地文子 監修、集英社）のうち、
  - 第2巻『文芸復興の才女たち』（竹西寛子・馬場あき子・円地文子・田辺聖子・もろさわようこ 共著）1980.10　国立国会図書館書誌ID:000001477137
うち、「樋口一葉」（49頁 - 90頁）を執筆。
  - 第6巻『事業への理想と情熱』（荒井とみよ・角田房子・川上喜久子・藤本統紀子・池田みち子 共著）1981.3　国立国会図書館書誌ID:000001498849
うち、「相馬黒光」（51頁 - 94頁）を執筆。
  - 第8巻『自由と解放と信仰と』（小栗純子・阿部玲子・西川祐子・寿岳章子・小林登美枝 共著）1981.5　国立国会図書館書誌ID:000001504794
うち、「山高しげり」（209頁 - 252頁）を執筆。

- 『女の一生――人物近代女性史』全8巻（瀬戸内晴美 責任編集、講談社）のうち、
  - 第2巻『明治に開花した才媛たち』（丸川賀世子、岩橋邦枝、安西篤子、田中阿里子、来水明子 共著）1984.2　国立国会図書館書誌ID:000001663678
うち、「三宅花圃」（99頁 - 134頁）を執筆。
  - 第3巻『黎明の国際結婚』（角田房子、丸川賀世子、安西篤子、近藤富枝、太田治子 共著）1984.4　国立国会図書館書誌ID:000001673286
うち、「シーボルト・イネ」（219頁 - 256頁）を執筆。

## 再話・翻訳
- 『真夏の夜の夢』（シェークスピア、露木陽子名義、偕成社、世界名作文庫31） 1952.4　国立国会図書館書誌ID:000000820302
- 『緑のハインリッヒ』（ケラー、露木陽子名義、偕成社、世界名作文庫33） 1952.12　国立国会図書館書誌ID:000000820304
  - （再出版）『緑のハインリッヒ』（ケーラー、露木陽子名義、偕成社、少年少女世界の名作36） 1965.1　国立国会図書館書誌ID:000000827480
- 『安寿と厨子王』（森鷗外原作、露木陽子名義、偕成社、世界名作文庫58） 1953.6　国立国会図書館書誌ID:000000821321
- 『足ながおじさん』（ウエブスター、露木陽子名義、偕成社、世界名作文庫64） 1953.9　国立国会図書館書誌ID:000000821324
  - （再出版）『足ながおじさん』（ウェブスター、露木陽子名義、偕成社、少年少女世界の名作54） 1965.11　国立国会図書館書誌ID:000000827498
- 『ギリシア神話――西洋古典』（露木陽子名義、偕成社、世界名作文庫56） 1953.10　国立国会図書館書誌ID:000000821319
  - （再出版）『ギリシア神話――西洋古典』（露木陽子名義、偕成社、少年少女世界の名作15） 1964.4　国立国会図書館書誌ID:000000827459
- 『大尉の娘』（プーシキン、講談社、世界名作全集68） 1954.1　国立国会図書館書誌ID:000000821772
- 『ピーター・パン』（バリ、露木陽子名義、偕成社、世界名作文庫76） 1954.2　国立国会図書館書誌ID:000000821335
- 『悲劇の王妃――マリー・アントアネット』（ツワイク、露木陽子名義、偕成社、世界名作文庫87） 1954.6　国立国会図書館書誌ID:000000821345
  - （再出版）『悲劇の王妃――“マリー・アントアネット”より』（ツワイク、露木陽子名義、偕成社、少年少女世界の名作98） 1968.12　国立国会図書館書誌ID:000000827542
- 『ちび君』（ドーデー、露木陽子名義、偕成社、世界名作文庫103） 1954.9　国立国会図書館書誌ID:000000821357
- 『君よ知るや南の国』（ゲーテ、露木陽子名義、偕成社、世界名作文庫115） 1955
  - （再出版）『君よ知るや南の国――ウィルヘルム・マイステルより』（ゲーテ、露木陽子名義、偕成社、少年少女世界の名作91） 1968.9　国立国会図書館書誌ID:000000827535
- 『愛の学園』（オルコット、露木陽子名義、偕成社、世界名作文庫120） 1955.7　国立国会図書館書誌ID:000000821369
  - （再出版）『愛の学園』（オルコット、露木陽子名義、偕成社、少年少女世界の名作84） 1967.10　国立国会図書館書誌ID:000000827528
- 『ケティーお嬢さん』（クーリッジ、ポプラ社、世界名作物語38） 1955.5　国立国会図書館書誌ID:000000821626
- 『巡礼おつる』（近松半二ほか原作、露木陽子名義、偕成社、世界名作文庫125） 1955.9　国立国会図書館書誌ID:000000821374
- 『マッチ売りの少女』（アンデルセン、偕成社、児童名作全集6） 1955.12　国立国会図書館書誌ID:000000828158
- 『フランダースの犬』（ウィーダ、露木陽子名義、偕成社、世界名作文庫130） 1956.1　国立国会図書館書誌ID:000000821379
- 『小公女ものがたり』（バーネット、偕成社、児童名作全集22） 1956.4　国立国会図書館書誌ID:000000828173
- 『雪の女王』（アンデルセン、偕成社、児童名作全集32） 1956.6　国立国会図書館書誌ID:000000828181
- 『ピノキオ』（コロディ、ポプラ社、たのしい名作童話8） 1957.2　国立国会図書館書誌ID:000000827865
  - 『ピノキオ』（コロディ、ポプラ社、幼年名作童話10） 1969.1　国立国会図書館書誌ID:000000795772 ※赤坂三好の絵は新作。
- 『しらゆき姫』（グリム、ポプラ社、たのしい名作童話10） 1957.2　国立国会図書館書誌ID:000000827867
- 『ニルスの旅』（ラーゲルレーフ、ポプラ社、たのしい名作童話42） 1957.8　国立国会図書館書誌ID:000000827899
- 『にんぎょ姫』（アンデルセン、ポプラ社、たのしい名作童話50） 1957.11　国立国会図書館書誌ID:000000827907
- 『少女レベッカ』（ウィギン、講談社、世界名作全集154） 1958.8　国立国会図書館書誌ID:000000814762
- 『透明人間』（ウエルズ、金の星社、ひらかな世界名作16） 1959.1　国立国会図書館書誌ID:000000818998
  - （再出版）『とうめい人間』（ウェルズ、金の星社、幼年版世界の名作17） 1969.4　国立国会図書館書誌ID:000011056405
- 『母のいのり』（プローティー、偕成社、世界少女名作全集11） 1959.1　国立国会図書館書誌ID:000000822745
- 『母のつばさ』（ウィギン、偕成社、世界少女名作全集17） 1959.3　国立国会図書館書誌ID:000000822751
- 『おやゆび姫』（金の星社、アンデルセン名作集1） 1960.1　国立国会図書館書誌ID:000000830906
  - （再出版）『おやゆび姫』（アンデルセン、金の星社、アンデルセン・グリム名作選集9） 1967.9　国立国会図書館書誌ID:000000830869
- 『少女のいのり』（G・ポーター、偕成社、世界少女名作全集35） 1961.1　国立国会図書館書誌ID:000000822765
- 『愛の四少女』（オルコット、岩崎書店、オルコット少女名作全集2） 1961.1　国立国会図書館書誌ID:000000830608
- 『まほうつかいのおばあさん』（グリム、ポプラ社、おはなし文庫18） 1962.2　国立国会図書館書誌ID:000000819829
- 『おやゆびひめ』（アンデルセン、ポプラ社、おはなし文庫22） 1962.5　国立国会図書館書誌ID:000000819833
- 『フランダースのいぬ』（ウィーダ、ポプラ社、おはなし文庫33） 1962.5　国立国会図書館書誌ID:000000819844
- 『田園交響楽』（アンドレ・ジイド、岩崎書店、世界少女名作全集14） 1963.7　国立国会図書館書誌ID:000000822718
- 『ちび君 / 風車小屋だより』（ドーデー、偕成社、少女世界文学全集29） 1963.10　国立国会図書館書誌ID:000000827813
- 『ベニスの商人』（シェークスピア、ポプラ社、世界名作童話全集5） 1963.11　国立国会図書館書誌ID:000000821507
- 『紅はこべの冒険』（オルツイ、ポプラ社、世界名作童話全集52） 1964.6　国立国会図書館書誌ID:000000821551
- 『オズのまほうつかい』（バウム、偕成社、世界のどうわ3） 1964.11　国立国会図書館書誌ID:000000822014
- 『ふるさとの花園』（バーネト[注 7]、岩崎書店、世界少女名作全集27） 1964.11　国立国会図書館書誌ID:000000822731
- 『アルプスの少女』（スピリ、講談社、世界名作全集23） 1966.10　国立国会図書館書誌ID:000000821891
- 『世界の名作童話』（偕成社、カラー版・世界の幼年文学12） 1967.9　国立国会図書館書誌ID:000000822355
- 『春の嵐』（ヘッセ、岩崎書店、ジュニア版世界の文学21） 1967.11　国立国会図書館書誌ID:000000821983
- 『アルト ハイデルベルク』（マイアー・フェルスター（英語版）、岩崎書店、ジュニア版世界の文学25） 1968.4　国立国会図書館書誌ID:000000821986
- 『車輪の下』（ヘッセ、岩崎書店、世界少女名作全集11） 1973.1　国立国会図書館書誌ID:000000801249